# Christophoros (Kaisar)
Christophoros (mittelgriechisch Χριστόφορος, * um 753 wohl in Konstantinopel; † nach 812 auf Aphasia?) war ein byzantinischer Prinz.

## Leben
Christophoros war der älteste gemeinsame Sohn des Kaisers Konstantin V. (741–775) und dessen dritter Frau Eudokia. Er war somit ein Angehöriger der Syrischen Dynastie, die von 717 bis 802 in Byzanz herrschte. Zusammen mit seinem jüngeren Bruder Nikephoros wurde Christophoros am 2. April 769 zum Kaisar (Caesar) ernannt; sein Halbbruder aus der ersten Ehe seines Vaters, der spätere Kaiser Leo IV., war bereits 751 in den Rang eines Mitkaisers (Symbasileus) erhoben worden. Am 13. April 776 war Christophoros anwesend bei der Proklamation Konstantins VI. zum Mitkaiser Leos IV. in der Hagia Sophia, ebenso einen Tag später bei der Krönungszeremonie im Hippodrom. Im folgenden Mai wurden Christophoros und seine vier jüngeren Brüder, der Kaisar Nikephoros sowie die Nobilissimi Niketas, Anthimos und Eudokimos, wegen angeblicher Verschwörung gegen Leo IV. nach Chersones auf der Krim verbannt, wobei ihnen sehr wahrscheinlich die imperialen Titel entzogen wurden.
40 Tage nach dem Regentschaftsantritt der Irene am 8. September 780 soll eine Verschwörergruppe geplant haben, Nikephoros zum Kaiser zu erheben. Das Komplott flog jedoch auf; ebenso wie Nikephoros wurde auch Christophoros auf Irenes Befehl ins Kloster gesteckt. Nach der schweren Niederlage Konstantins VI. in der Schlacht von Marcellae gegen die Bulgaren 792 war Christophoros in einen neuerlichen Putschversuch der Tagmata verwickelt, weshalb Konstantin ihm die Zunge abschneiden ließ. Danach wird Christophoros bei Theophanes nicht mehr namentlich erwähnt, so dass nicht gesichert ist, ob er bei den folgenden Ereignissen noch am Leben war. Die Brüder sollen im Oktober 797 und, daraufhin nach Athen verbannt, im Frühjahr 799 weitere Umsturzversuche gegen Irene unternommen haben, die jedoch ebenso erfolglos blieben wie eine letzte Verschwörung 812. Angeblich wurden die Brüder in diesem Zusammenhang auf die Insel Aphasia verbannt, wo sich ihre Spur verliert.